# Кхар
Кхар (англ. Khar) — город в Пакистане, административный центр агентства Баджаур.

## История
30 октября 2006 года пакистанские ВВС нанесли авиаудар по городу Кхар. Военные вертолеты выпустили ракеты и уничтожили учебный центр Аль-Каиды. 80 человек, подозреваемых в терроризме, были убиты.
25 декабря 2010 года в городе произошёл террористический акт, погибли по меньшей мере 45 человек, ещё свыше 100 получили ранения.
30 июля 2023 года произошёл террористический акт, на политическом митинге исламистов террорист-смертник взорвал себя в толпе, погибло минимум 55 человек и ранено около 200.